# Samostan Fontfroide
Nekdanja cistercijanska opatija Fontefroide (francosko Abbaye Sainte-Marie de Fontfroide , okcitansko abadiá santa Maria de Fontfreja) je bila ustanovljena leta 1093 pod latinskim imenom Fons Frigidus ('hladen vodnjak') kot opatija benediktinskega reda . Samostanski kompleks stoji na koncu mirne doline ob presihajočem potoku, le približno 15 kilometrov jugozahodno od Narbonna, v departmaju Aude, regija Okcitanija (Francija) in še bližje obalam velikih lagunskih jezer Sredozemlja na vzhodu.
Domnevno ob bivanju svetega Bernarda Clairvauxa v Languedocu leta 1146 se je benediktinska samostanska skupnost, pridružila cistercijanskemu redu.
Fontfroide je nedvomno eden najbolje ohranjenih samostanskih kompleksov cistercijanskega reda iz 12. in 13. stoletja.

## Zgodovina
Izbira kraja ustanovitve samostana nikakor ne ustreza običajem verskih skupnosti, kot so benediktinci, nekaj drugega so cistercijani. Za izgradnjo svojih samostanov so si izbrali precej osamljena mesta proč od človeške civilizacije. Zakaj se to ni zgodilo, ni znano in ni mogoče pojasniti. Če danes obiščete Fontfroide, se njegova lokacija, obdana z obsežnimi visokimi gozdovi in grebeni, zdi še posebej mirna in tiha, kar je morda že navdušilo ustanovitelje.
Okoli leta 1093, še pred ustanovitvijo Cîteauxa (1098), prvotnega samostana cistercijanskega reda, se je skupina pobožnih menihov naselila na domnevno »puščavo« poleg starega rimskega mostu, kjer jim je Ajmaric I. (Haimricus) [3] [4] , ki je bil do leta 1105 vicegrof Narbonna, z veseljem zapustil nevsiljiv košček zemlje. [5] Ustanovljeni menihi so sprva sprejeli vladavino svetega Benedikta, toda tudi ta skupnost menihov ni mogla ubežati privlačnosti cistercijanskega reformnega gibanja pod Bernhardom von Clairvauxom.
Tako se je leta 1146, dobrih petdeset let po ustanovitvi Fontfroida, pridružila Côteauxovemu redu, morda v neposredni povezavi z veliko pridigarsko potjo Bernharda von Clairvauxa, ki jo je začel na zahtevo okcitanskih grofov in škofov. Pot ga je leta 1146 vodila naravnost mimo Fontfroida. Istega leta so menihi začeli graditi samostansko cerkev, impresiven primer preprostosti cistercijanske arhitekture. Po drugem viru je bilo to 1157.
Samostan, podobno kot kapiteljska dvorana, izvira iz 12. stoletja, obe mojstrovini romanske arhitekture. Vendar je bila severna galerija obnovljena v 17. in 18. stoletju. Z njo so velike arkade ostale popolnoma odprte.
Ime Fontfroide izvira iz latinskega fons frigidus = hladen, svež izvir, kar ustreza običaju cistercijanov, da svoje samostane gradijo ob vodnih poteh.
S članstvom v cistercijanskem gibanju se je opatija hitro razvila v eno najpomembnejših vej reda v južni Franciji. Med zavetniki samostana so bili Gerard von Roussillon, Alfons von Aragon, Guillaume von Montpellier, Toulouški grof ter vicegrof von Béziers in Carcassonne. Že leta 1151 je Berengar IV. Barcelonski zaprosil za ustanovitev hčerinskega samostana v Kataloniji. Poble, prvi hčerinski samostan Fontfroida, je po vplivu in pomenu presegel matični samostan, saj je postal grobišče grofov-kraljev Barcelona-Aragon.
Fontfroide je v poznem 12. in začetku 13. stoletja dosegel vrhunec svoje zgodovinske misije. Med bojem proti krivovercem je postal eden najvplivnejših bratov pravoslavja. Papež Inocenc III. je leta 1199 poklical opata Fontfroideja, Pierra de Castelnaua, nekdanjega nadvojvoda stolnice Maguelone, z njim pa meniha Raoula von Fontfroide k svoji osebni zapuščini v boju proti krivoverstvu. Umor preveč vnetega Pierra de Castelnaua je bil takojšen razlog za razglas albižanske križarske vojne. Z njenim izbruhom v začetku 13. stoletja so bila gradbena dela v samostanu prekinjena. Po mirovnem sporazumu (1229) so bila v samostanu spet izvedena obsežna gradbena dela. Cerkev iz leta 1146 je bila obnovljena, krasila so jo velika okna s krogovičjem, križni hodnik so obokali in njegovo severno galerijo povečalo. Posamezni elementi - kot je okno nad korno apsido - so jasno govorili, da se je strogost cistercijanov, ki je bila običajna v zgodnjih dneh, postopoma zmehčala in kazali nekoliko večji sijaj.
Kot nekdanji opat Fontfroida je Jacques Fournier, ki je bil sprva škof iz Pamierja (od 1317) in Mirepoixa (od 1326), postal leta 1334 papež Benedikt XII. tretji papež, ki je prebival v Avignonu. Verjetno v času Jacquesa Fourniera kot opata samostana Fontfroide (1311–1317) so južno stransko ladjo samostanske cerkve razširili za pet pravokotnih kapel.
Leta 1348 je kuga dosegla tudi Fontfroide in opatija se ni nikoli opomogla od izgube treh četrtin svojih menihov. Čeprav je še vedno imela pomembno vlogo v 15. stoletju, je bil v času velikega razkola prvotni strogi cistercijanski duh izgubljen že v 13. stoletju zaradi pridobljenega bogastva in vmešavanja v posvetne zadeve.
Veliko bogastvo Fontfroida je vzbudilo želje in leta 1476 je spadal med komende. V 17. in zlasti v 18. stoletju so opati in njihovi predhodniki naredili številne spremembe v samostanskih stavbah: spalnico bratov laikov so spremenili v krilo za goste in stanovanjsko krilo za opata, oranžerija pa je na častnem dvorišču razmejila notranje dvorišče, postavljen je bil eleganten zid, nastali so terasni vrtovi in nov velik portal je zaščitil ta majhen svet od zunaj.
Čeprav je bil samostan v 16. in 18. stoletju večinoma opustošen, je bil njegov propad neustavljiv.
Zadnji menihi so zapustili Fontfroide leta 1791. Na srečo so samostanske stavbe preživele nemir revolucije brez prevelike izgube. Novo samostansko življenje se je pojavilo leta 1858, ko se je majhna skupnost menihov iz Sénanque naselila v Fontfroide. Leta 1895 je umrl zadnji opat Père Jean, ki velja za svetnika. Z zakonom iz leta 1901 proti verskim prepričanjem je bilo samostansko življenje dokončno ugasnjeno. Zadnji menihi so zbežali v Španijo, kompleks pa je bil do leta 1908 prepuščen propadu. Fontfroide so strastni ljubitelji umetnosti pridobili na dražbi in ga tako rešili pred propadanjem.
Sledila so obsežna obnovitvena dela. Vgrajeni so bili vitraji, umetniško železarno okrasje je na okenskih odprtinah, kipi in pol-reliefi krasijo stene in vrtove.
Leta 1990 je bil južno od cerkve ustvarjen rozarij z več kot 3000 vrtnicami.
Fontfroide je nedvomno eden najbolje ohranjenih samostanskih kompleksov cistercijanskega reda iz 12. in 13. stoletja. Peščenjak samostanske zgradbe, ki se je sčasoma nekoliko obarval rdeče, se združi s tonskimi vrednotami okolice in ustvarja harmonijo z naravo, kar naj bi si zamislili cistercijanski mojstrski graditelji. 

## Stavbe in zunanja oprema

### Tloris
V tlorisu sta dve glavni področji: starejši in večji romanski deli v črni in mlajši del v rjavkastibarvi.
Tloris kompleksa je odličen primer 'samostanskega mesta', ki ga je zasnoval sveti Benedikt in natančno določil sveti Bernard. Kot idealno mesto samostan najprej zadovolji potrebe skupnosti, ki se je umaknila iz sveta. Po pravilu »če je le mogoče, je treba samostan zgraditi tako, da je vse bistveno - voda, mlin, vrt - znotraj sistema in naj se tam izvajajo različne dejavnosti« (pravilo C 66.6) , toda samostan ni le zbir zgradb, povezanih s cerkvijo. Tvorijo samostansko četrt, ki ponuja menihom svoje lastno življenjsko področje, ki je prilagojeno strogim zahtevam samostanske skupnosti.
Glavna delitev celotnega kompleksa poteka v smeri vzhod-zahod skozi krilo sob samostana, ki tako kot vse druge sobe južno od njega pripadajo tistim, ki so rezervirane izključno za samostansko skupnost, ki pripada redu. Severno od nje so sobe bratov laikov, ki samostanski skupnosti služijo s svojim fizičnim delom. To območje ustvarja bistvene stike z ne-samostanskim zunanjim svetom, na primer za goste, dobavitelje, trgovce in druge.

### Križni hodnik
Središče in srce samostanskega kompleksa je skoraj kvadraten križni hodnik, obkrožen s štirimi galerijami, od katerih je vzhodna povezana s prostorno kapiteljsko dvorano. Oboki na dvoriščni strani severne, zahodne in južne galerije imajo vsak štiri enako široke, vzhodna galerija pet travej. Struktura tlorisa križnega hodnika, njegovih parapetov, stebrov, slopov, kapitelov in obokov, so v veliki meri romanskega izvora. Sprva galerije niso bile pokrite s kamnitimi oboki, ampak le z lesenimi strehami. Gotski križni oboki galerij, ki so danes precej visoki, segajo v sredino 13. stoletja, prav tako veliki loki travej, s svojimi okuli in poudarjenimi, bolj profiliranimi slepimi oboki. Med gotsko obnovo so bile dvoriščne stene dvignjene kot podstrešja meter nad vrhom velikih slepih arkad in tam zaključene z več profiliranimi, previsnimi prekrivnimi ploščami. Za njimi so kamniti žlebovi za dež, v katere se deževnica z ravnih, poševnih, kamnitih strešnih površin zbira in odvaja na zunanjo stran skozi kamnite bruhalnike. 
Na zahodni galeriji so na koncih klopi nameščeni umivalniki, ki so jih cistercijani uporabljali za obredno umivanje nog.
Druga izjema je osrednja arkada vzhodne galerije, kjer prav tako manjka parapet in ločno polje. To ustvarja neposreden dostop iz kapiteljske dvorane na dvorišče.
Severna galerija ima zgornje nadstropje, sestavljeno iz ozkega hodnika z obokom, ki vodi po celotni dolžini severnega krila in ima v svoji južni steni niz visokih vitkih obokanih arkad. Povezuje obe stopnišči v krilu novomašnikov in v krilih menihov.
- Križni hodnik
- Križni hodnik
- Arkada z okulusom
- Kapitela dvojčka

#### Kapiteljska dvorana
Kapiteljska dvorana se odpira iz treh osrednjih krakov vzhodne galerije križnega hodnika. Dostop je iz srednje traveje. Na obeh straneh prehoda skupina petih stebrov odpre 'stebriščni gozd' dvorane, zaradi česar je videti še posebej gosto.
Pogled z zadnje strani dvorane na dvorišče kaže čudovito cistercijansko arhitekturo. Stebre kapiteljske dvorane dopolnjujejo stebri z loki na vzhodni galeriji. Tu je jasno da cistercijanski samostan skupaj s kapitljem predstavlja vrhunec mediteranske arhitekture, ki ne nazadnje temelji na učinku stebrov. Štirikratno zasukanje stebrov in različno osvetljenih sob ima za posledico krščansko interpretacijo stebrastega gozda  Velike mošeje v Córdobi.
Stebri so opremljeni podobno kot v notranjosti dvorane. Nekateri kapiteli imajo občutljiv rastlinski dekor, drugi so preprosto oblikovani ali brez okrasa.
Dvorana ima skoraj kvadratni tloris in je na vseh straneh obdana s kamnitimi dvostopenjskimi klopmi. Razdeljena je z vitkimi stebri na devet skoraj kvadratnih polj, ki podpirajo mrežo rebrastih obokov. Štirje daljši stebri razmejijo sredino polja. Deset krajših tričetrtinskih stebrov je naslonjeno na stene na zgornjih nivojih klopi. Kapiteli so vklesani z velikimi listi in jih pokrivajo močni, preprosto profilirani in široko štrleči elementi. Diagonalna križna rebra imajo skoraj popolnoma okrogle preseke.
Kapiteljsko dvorano osvetljujejo tri obokane okenske odprtine v vzhodni steni, dodatno posredno tudi skozi vzhodno galerijo križnega hodnika.
Velika odprtina v vzhodni galeriji je laičnim bratom omogočila sodelovanje na predavanjih in razpravah članov reda.

#### Zakristija
Zakristija je nameščena med kapiteljsko dvorano in severnim transeptom cerkve, do katere dostopa tudi vzhodna galerija in ima tudi neposreden dostop do cerkve. Izpostavljena je skozi okno, ki spominja na sobo v kapitlju.

#### Armarium
V majhni sobi pod stopniščem severnega transepta naj bi bil armarij (nekakšna zaprta okrasna omara, ki so jo v antičnih časih do srednjega veka uporabljali za shranjevanje knjig). Dostop je bil lahko iz vzhod galerija ali iz zakristije.

#### Prehodna soba
Na severni strani kapiteljske dvorane je prostor, približno enake velikosti kot zakristija. Znan je kot območje prehoda do zunanjega območja severovzhodno od cerkve. Tam naj bi bilo že drugo pokopališče umrlih menihov.
Prostor je videti tudi kot shramba za orodje, morda kot parlatorij (posvetovalnica, območje samostana, v katerem nune ali redovniki sprejemajo obiskovalce).

#### Dormitorij
Kot pri skoraj vseh cistercijanskih samostanih so tudi sobe bratov v zgornjem nadstropju vzhodnega krila samostanskih prostorov. Predvsem pa to omogoča neposreden dostop do transepta in kora cerkve. Pokriva ga šiljast obok. Svetloba poteka z obeh dolgih strani skozi niz okroglih obokanih oken, ki so manjša na strani križnega hodnika, ko so ga dvigali gotski oboki.
Na severnem koncu vzhodnega krila je drugo nadstropno stopnišče, ki je prav tako vodilo do prej omenjene spalnice, odpira pa tudi zgornje nadstropje severnega krila.

### Severni trakt
Dvonadstropno severno krilo sega severno od križnega hodnika skoraj vso širino samostana, od južnega konca krila bratov laikov do potoka. V njem je bila nameščena večina samostanskih redov samostanov. Vzdolž severne galerije je bil refektorij s štiridesetimi menihi, ki so od tam lahko skozi odprte arkade prispeli do vodnjaka na dvorišču. Kuhinja je tudi blizu jedilnice in shrambe. Odprti kamin omogoča prepoznavanje prostora kot kalefaktorij (ogrevalnica). Druge sobe so bile večinoma redovniške delovne sobe, na primer skupina sob Fraterie in druge. Verjetno so bile v zgornjem nadstropju druge samostanske sobe, morda stanovanja. Na vzhodu so bila morda stranišča blizu potoka. Osvetlitev prostorov poteka predvsem skozi okrogla obokana okna v severni steni krila, ki se odpirajo na dvorišče Ludvika XIV.

### Zahodni trakt
Zahodno krilo vsebuje veliko shrambo, katere tla so nižja približno pet stopnic od drugih. Dostop je mogoč skozi dvoje vrat, ena od zunaj, druga s stopnišča. Njegova močna zidava naj bi bila najstarejša v samostanu. Prostor zajema širok, vznemirljiv obokani lok (s segmentnim presekom). Klet je osvetljena skozi tri okrogla obokana okna v južni steni.
Klet je od zahodne galerije ločena z dolgim prehodom, ki povezuje prostore bratov laikov s skrajnim zadnjim obokom cerkve, njihov bivalni prostor za obrede. Osvetljen hodnik je pokrit z banjastim obokom. V francoskem viru se imenuje La ruelle des pogovor = 'Aleja bratov laikov'.
Viri ne zagotavljajo nobenih informacij o možni uporabi zgornjega nadstropja zahodnega krila.

### Kapela tujcev
Kapela tujcev (La chapelle des étrangers), ki je že obstajala v prvotnem samostanu, ima ločeno stavbo nasproti zahodnega krila v povezavi s podpornim zidom na pobočju gora. Tujcem in romarjem naj bi omogočili bivanje, ne da bi motili samostan. V 14. stoletju so prostor spremenili v kapelo, ki so jo morda uporabljali samo opati.

### Krilo laičnih bratov
V podaljšku skladiščne kleti proti severu se v isti širini razprostira dvonadstropno krilo laičnih bratov, ki je bilo zgrajeno v 12. stoletju in je bilo pozneje večkrat obnovljeno. Med zahodnim krilom in krilom laičnih bratov je povezava in stopnišče, ki sta tvorila prvotni glavni vhod v samostan, skozi katerega bi se dalo doseči skoraj vsa območja samostana.
V pritličju je samo ena zelo velika soba, refektorij. Imel je sedeže za mizami za 180 do 200 ljudi. Njen južni konec je bil v tesni povezavi s kuhinjo in shrambo. Njegov petpolni križno rebrast obok ima močna križna rebra in pasne oboke s pravokotnimi prerezi. V srednji traveji sta dva nasproti ležeča okrogla obokana portala, ki sta bila verjetno nameščena pozneje v 17. ali 18. stoletju. V tem času je bila velika soba razdeljena na različna območja, ki so bila po letu 1908 razveljavljena.
Osvetlitev je v drugih štirih krakih prevzeta na zunanji zahodni strani, z okni z obokanimi odprtinami. Na dvoriščni strani to dopolnjujejo še tri večja okrogla obokana okna. V severni končni steni je velika portalna odprtina, ki je zaprta z umetelno kovano železno rešetko z vinskimi listi. Pred severnim zatrepom je pokrita terasa s tremi krožnimi arkadami, ki se odpirajo v majhen, cvetoči italijanski vrt.
Velik kamin na južni steni verjetno izvira iz renesančnega gradu vojvod Montmorency v Pezenasu, ki je bil tu postavljen v imenu kardinala Richelieuja.
Izvirno stanje spalnice menihov, kasneje bratov laikov, je mogoče videti v zgornjem nadstropju. Prostor ima skoraj enak tloris kot refektorij spodaj. Veličasten, rahlo koničasti banjast obok iz rožnatega peščenjaka stoji s svojimi temelji neposredno na tleh, ki do prekrita z rdečimi opečnimi ploščicami. V severni končni steni sta le dve obokani okni. Po navedbah virov se je v južni del prostora preselilo dodatno podstrešje, ki je bilo namenjeno suhem skladiščenju vreč, napolnjenih z žitom, ki jih je bilo mogoče dvigniti skozi stranske odprtine.
Obokanje dormitorija je rekonstrukcija 20. stoletja, v kateri so bile odstranjene poznejše preureditve zgornjega nadstropja v hotelske sobe. Od teh so ostale velike pravokotne okenske odprtine na zahodni steni proti dvorišču na območju zgornje stene, ki jih krasi renesančni okras v obliki profiliranih okenskih križev.

### Častno dvorišče / Cour d’Honneur
Po prehodu skozi vhodno dvorano s svojimi elegantnimi linijami in monumentalnim okroglim obokanim vhodnim portalom v klasicistično okrašeni steni iz oranžno-roza blokov peščenjaka, vse zgrajeno okoli 1777/78, obiskovalec doseže vitko, komaj pravokotno dvorišče, ki je nekoliko širše proti jugu. Na zahodni strani dvorišča je stena okoli portala izdelana iz istega materiala in na isti višini z vodoravno krono. Na sredini stene je vodnjak, v katerem iz ust pošasti izstopa ogromen jezik, nad katerim se v kamnito čašo razlije curek vode.
Južni konec dvorišča je zaprt z enako visoko trojno perforirano steno z elementi klasicističnega sloga. Srednji del stene nekoliko štrli od preostale površine in je na vrhu zaprt z dvokapno streho s komaj 20-stopinjskim naklonom. V višini nadstreška in vzdolž roba se vzdolž celotne dolžine stene vije konzolni venec, greben nekoliko prekriva steno. V odsekih stranskih sten je velika okrogla obokana arkada s klinastimi loki, katerih začetki so na konzolnih profilih. V srednjem delu je nekoliko večja slepa arkada z enakim klinastim kamnitim lokom.
Za južno steno dvorišča mimo zahodnega krila samostana in kapele tujcev vodi prehod, zožen proti jugu, ki vodi do zadnjega dvorišča, ki se razprostira pred pročeljem samostanske cerkve.

### Opatijska cerkev
Die Abteikirche wurde, wie üblich, auf dem höchsten Punkt des Klosters errichtet. Sie entspricht dem traditionellen Grundriss in Form eines lateinischen Kreuzes.[9] 
Romanska opatijska cerkev ponuja še en vrhunec cistercijanske arhitekture. Gradnja se je začela v poznem 12. stoletju. Izkazala se je za zelo izvirno formulacijo znane sheme. Prvotno tri (starejši del) in petoobočna cerkvena ladja razmejuje južno galerijo samostana z zunanjo steno njenega severnega hodnika. Na obeh koncih tega zidu je vhod iz samostana, eden za redovnike iz jugovzhodnega kota križnega hodnika v peto travejo in drugi iz zahodne 'aleje bratov laikov' v prvo travejo cerkve. 
Vitka osrednja pot je obokana s strmo nagnjenimi banjastimi oboki, ki se dvigajo dvajset metrov visoko in so s pomočjo pravokotnih in ostrorobih pasov razdeljeni na pet travej. Njene oboke nosijo močne konzolne police čez kapitele, ki delujejo kot prečnik (naklada) nad njim. Loki so podprti z dvojnimi stebri, vpleteni v velike kvadratne slope, ki se začnejo na konzolah, dva metra od tal. To po eni strani prekinja višino arkad, hkrati pa vzbuja določeno breztežnost, dvignjeno z nivoja cerkvenega dna. Pri podlagah, ki so v primerjavi s temelji še posebej vidne, so bili pod njimi vstavljeni močni konzolni nosilci z zaobljenimi vogali.
V času mandata opata Jacquesa Fourniera na začetku 14. stoletja je bilo v nekdanjem zunanjem zidu južne ladje zgrajenih pet pravokotnih kapel, v katere obložene arkade odpirajo celotno širino traveje. Kapele so pokrite z osmimi prečnimi rebrastimi oboki, katerih rebra in ščitni oboki imajo več profilov. Na vrhu se srečajo v okroglem sklepniku z okraski na spodnji strani. Koničasta okna so precej velika, ker morajo nadomestiti okna, ki so bila pred tem v zunanji steni stranske ladje.
Na pročelju v zahodni steni cerkve, je skromna cistercijanska preprostost glavnega portala opatijske cerkve. Polkrožni timpanon stoji na notranjih stebrih in prikazuje Križanje iz 15. stoletja na treh reliefnih ploščah. 
Na vzhodu je ladja omejena s transeptom, sestavljenim iz skoraj kvadratnega preseka z dvema krakoma približno enake velikosti. Transepta sta pokrita s križnorebrastimi oboki, katerih loki in vrh ustrezajo višini osrednjega hodnika. Zadnja arkada osrednje ladje na križišču ustreza tistemu, ki je v prehodu na krakih. Prečna rebra imajo preseke iz celih okroglih profilov, ščitni oboki so kvadratni. Krožni okulus je vstavljen na vrhu križanja.
V severnem kraku transepta na zahodni steni je široko stopnišče z dvajsetimi stopnicami do obokanih vrat v prostor menihov. Na prečni strani se skozi celotno širino galerije odpira arkada, ki jo prekriva segmentni lok. V severni steni so vrata v zakristijo. V južnem kraku transepta so vrata, ki so nekoč vodila do velike kapele, verjetno novejšega datuma, na isti steni pa je obzidano spiralno stopnišče, ki vodi do majhnega stolpa nad streho.

### Cour Ludvika XIV. / palača
Samostansko krilo severno od samostana in krilo bratov laikov sta med seboj pod pravim kotom in na pol obdajata velik, skoraj pravokoten odprt prostor, ki ga je verjetno prvotno omejil le potok in okoliške stene, morda tudi lesene lope in hlevi. Verjetno v 17./18 V 19. stoletju so to severno in vzhodno mejo nadomestile dvonadstropne kamnite stavbe, ki so ohranjene še danes.
Dvorišče se je takrat imenovalo Cour Louis XIV (1638-1715). Vsekakor se imenuje tudi Cour de travail (delovno dvorišče), ki verjetno opisuje prvotno nalogo. Zlasti laični bratje so svoje delo opravljali na prostem, pri čemer so pripravljali hrano za menihe, obdelovali vrtove, čuvali in klali majhne živali in drugo.
Današnje zaprte zgradbe na severni in vzhodni strani dvorišča so bile očitno delavnice bratov obrtnikov, kot so krojači, mizarji, kovači, peki, vrtnarji in drugi. Znano je, da je bil na potoku vodni mlin.
Nedaleč od severozahodnega vogala dvorišča je kvadratna talna odprtina s kamnitimi bloki, ki jo obdaja umetniško kovana rešetka. Ta vodnjak napaja izvir, ki je bil znan še posebej po hladni in sladki vodi, še preden je bil samostan ustanovljen. Ta izvir naj bi opatiji dal ime. Ime Fontfroide izvira iz latinskega fons frigidus = hladen, svež izvir.

### Rozarij
Ograjen vrt južno od opatije je bil dolga stoletja pokopališče. Od 12. stoletja je bilo tukaj več kot dva tisoč pokopov, nekateri drug nad drugim. Včasih je bilo na zahodu še eno območje, ki je bilo ločeno od obzidja, na katerem so pokopani samo laiki, običajno premožni dobrotniki samostanske skupnosti. To pokopališče je bilo zapuščeno leta 1668/69 in osvobojeno ostankov pokopov v 18. stoletju. Zadnji cistercijani so bili v 19. stoletju pokopani na svojem starem pokopališču na vzhodu cerkve.
V prvih letih 20. stoletja so odpadna mesta zapuščenega pokopališča spremenili v rozarij. Leta 1986 so ga v veliki meri uničili s požigom. Leta 1989 je bil vrt vrtnic ponovno zasajen in se ohranja do danes. Skupaj je okoli 2500 vrtnic v enajstih različnih barvah.
Saint-Fiacre je nekoliko starejši, dišeč vrt, ki združuje vse vrste starih angleških vrtnic z dišečimi rastlinami makije.

## Zgodovinski spomenik
Opatija v mnogih sestavnih delih, opisanih v datoteki PA001027872, je pomemben zgodovinski spomenik.